# Boston Police Department
Le Boston Police Department ou BPD (en français: Service de police de Boston) assure le respect de la loi et de l'ordre public à Boston, divisée en 3 grandes zones et 11 ilots.
Voici les grades :
- Commissaire (civil)
- Surintendant en Chef
- Surintendant
- Surintendant Adjoint
- Capitaine
- Lieutenant
- Sergent / Sergent Inspecteur
- Inspecteur
- Agent

## Sociologie
[Quand ?]
Ses personnels se divisent en 87 % d'hommes pour 13 % de femmes. Ses 2000 policiers  et fonctionnaires se répartissent entre :
- Blancs : 68 %
- Afro-Américains/Noirs : 24 %
- Hispaniques : 6 %
- Asiatiques : 2 %

## Équipement

### Armement
Les policiers assermentées du BPD sont armés de Glock 23 (pistolet de calibre .40 S&W depuis 1999). Avant le G23, ils portèrent des Glock 19 (9 mm Parabellum) ayant remplacé des revolvers S&W M10 (.38 Special) en 1992.

### Véhicules

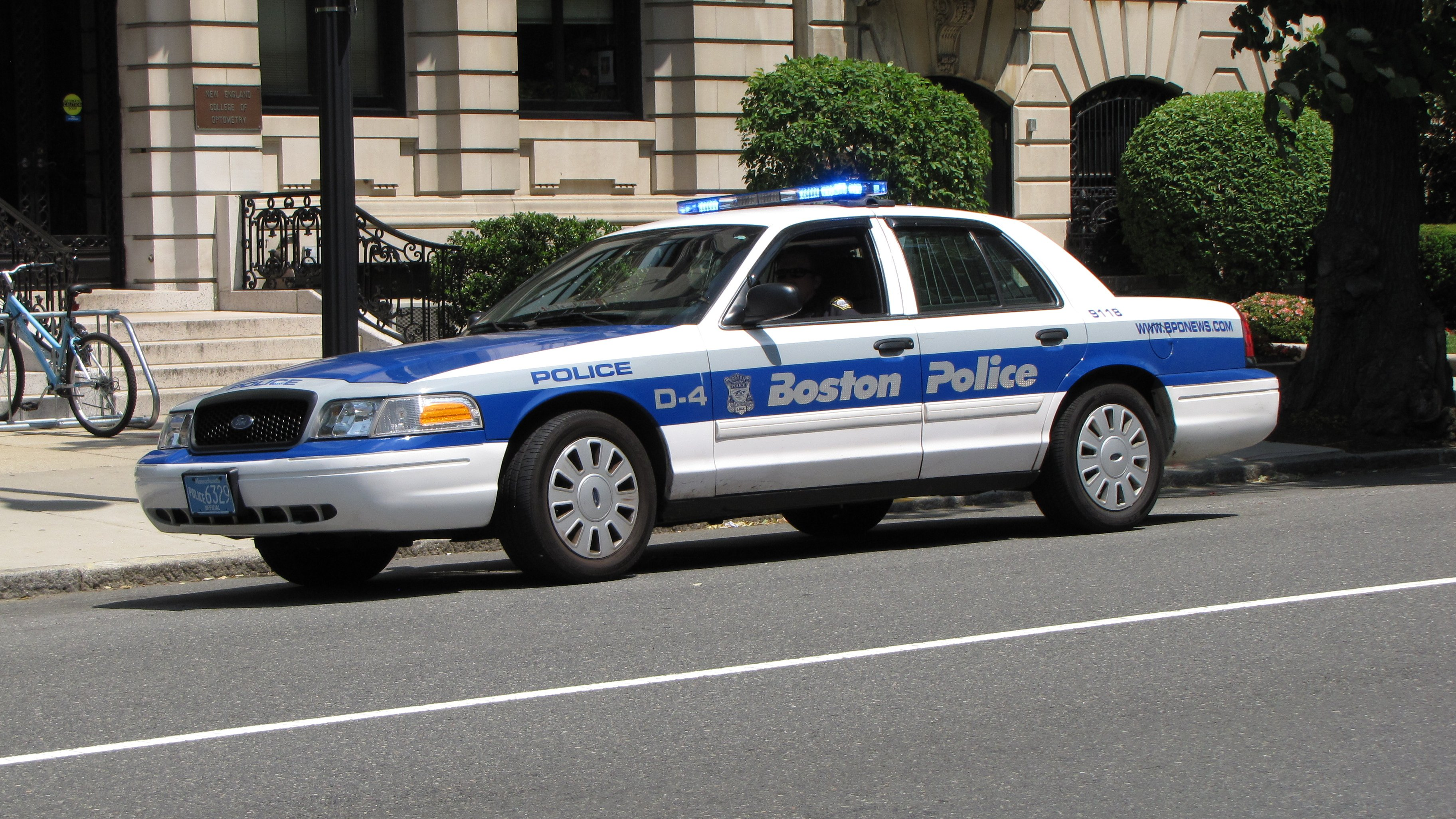
Ford Crown Victoria Police Interceptor

- Ford Crown Victoria Police Interceptor
- Ford Police Interceptor Utility

## Special Operation Unit
L'élite du BPD est le Boston Police Department Special Operations Unit assurant la police routière et le maintien de l'ordre et opérant aussi comme une équipe SWAT.